# Juego generalizado
En la teoría de la complejidad computacional, un juego generalizado es un juego o rompecabezas que se ha generalizado para que se pueda jugar en un tablero o cuadrícula de cualquier tamaño. Por ejemplo, el ajedrez generalizado es el juego de ajedrez jugado en un tablero de n x n casillas, con piezas en cada lado. Un sudoku generalizado incluye sudokus construidos sobre una cuadrícula de n x n casillas.
La teoría de la complejidad estudia la dificultad asintótica de los problemas, por lo que se necesitan generalizaciones de los juegos, ya que los juegos en un tamaño fijo de tablero son problemas finitos.
Para muchos juegos generalizados que duran un número de movimientos polinomiales en el tamaño del tablero, el problema de determinar si hay una victoria para el primer jugador en una posición dada es PSPACE-completo. Hex y reversi generalizados son PSPACE-completos.
Para muchos juegos generalizados que pueden durar un número exponencial de movimientos en el tamaño del tablero, el problema de determinar si hay una victoria para el primer jugador en una posición dada es EXPTIME-completo. El ajedrez generalizado, go (con reglas japonesas de ko), Quixo, y las damas son EXPTIME-completos.